# Кирзя
Кирзя (баш. Кирҙә) — село в Караидельском районе Республики Башкортостан Российской Федерации. Административный центр Кирзинского сельсовета.

## География
Село находится на берегу Павловского водохранилища реки Уфа.

### Географическое положение
Расстояние до:
- районного центра (Караидель): 75 км,
- ближайшей ж/д станции (Щучье Озеро): 150 км.

## Население
| 2002 | 2009 | 2010 |
| ---- | ---- | ---- |
| 533  | ↘491 | ↘459 |

### Национальный состав
Согласно переписи 2002 года, преобладающие национальности — татары (47 %), башкиры (31 %).